# 孔昺
孔昺（？—1359年），元朝官员，孔子五十六代孙。
孔昺在元朝末年担任广州乌石寨（今广东省广州市增城区中新镇乌石村）巡检。至正十九年（1359年），海盗进犯广州沿海，孔昺与番禺沙湾巡检梁曾甫同起兵拒敌，兵败被杀。